# Навье (мемориальный парк)
На́вье (словен. Navje) — мемориальный парк с захоронениями выдающихся словенцев в Любляне.
Создан в конце 1930-х годов на окраине ныне не сохранившегося городского кладбища святого Криштофа, действовавшего с 1779 по 1906 годы. В середине XX века парк получил древнеславянское название Навье. Расположено к северу от центра города, вблизи железнодорожного вокзала Любляны.

## История
Кладбище основано в 1779 году при церкви святого Криштофа (снесена во второй половине XX века). В 1830-1850-м годам относится сооружение декоративных надгробий из камня с элементами античного искусства: ваз, урн, обелисков, колонн, саркофагов. В середине века к ним добавились элементы средневекового искусства, включая романский стиль. В 1860-е годы появляются надгробия в неоготическом и неороманском стилях, в 1880-е годы — в стиле неоренессанса, в начале XX века — неоклассицизма. Надписи на надгробиях выполнены в основном на словенском языке, а также на немецком, латыни, польском и чешском.
В середине XIX века в восточной части кладбища возведена аркада в классическом стиле. На протяжении XIX века являлось крупнейшим местом погребения города. Закрыто в 1906 году в связи с открытием нового городского кладбища у церкви святого Крижа (ныне кладбище Жале). Впоследствии оно было заброшено, на его месте возведена городская застройка.
В конце 1930-х годов часть кладбища была преобразована в момериальный парк по проекту архитекторов Йоже Плечника, Ива Спинчича и садовника Антона Лаха. В 2009 году парк отнесён к памятникам национального значения.